# Glaresis walzlae
Glaresis walzlae är en skalbaggsart som beskrevs av Clarke H. Scholtz 1983. Glaresis walzlae ingår i släktet Glaresis och familjen Glaresidae. Inga underarter finns listade i Catalogue of Life.